# Helina crassicauda
Helina crassicauda este o specie de muște din genul Helina, familia Muscidae. A fost descrisă pentru prima dată de Stein în anul 1900. Conform Catalogue of Life specia Helina crassicauda nu are subspecii cunoscute.